# نجم أباد (أملش الشمالي)
نجم أباد (بالفارسية: نجم آباد) هي قرية تقع في إيران في قسم أملش الشمالی الريفي. يقدر عدد سكانها بـ 51 نسمة .